# Замкова гора (Житомир)
50°15′12″ пн. ш. 28°39′16″ сх. д. / 50.25337982° пн. ш. 28.65442848° сх. д.
За́мкова гора́ — скелястий пагорб над річкою Кам'янкою, історична частина міста Житомира, де, за легендою, воно було засноване у 884 році.

## Історія

Замкова гора. Будівля колишнього партархіву

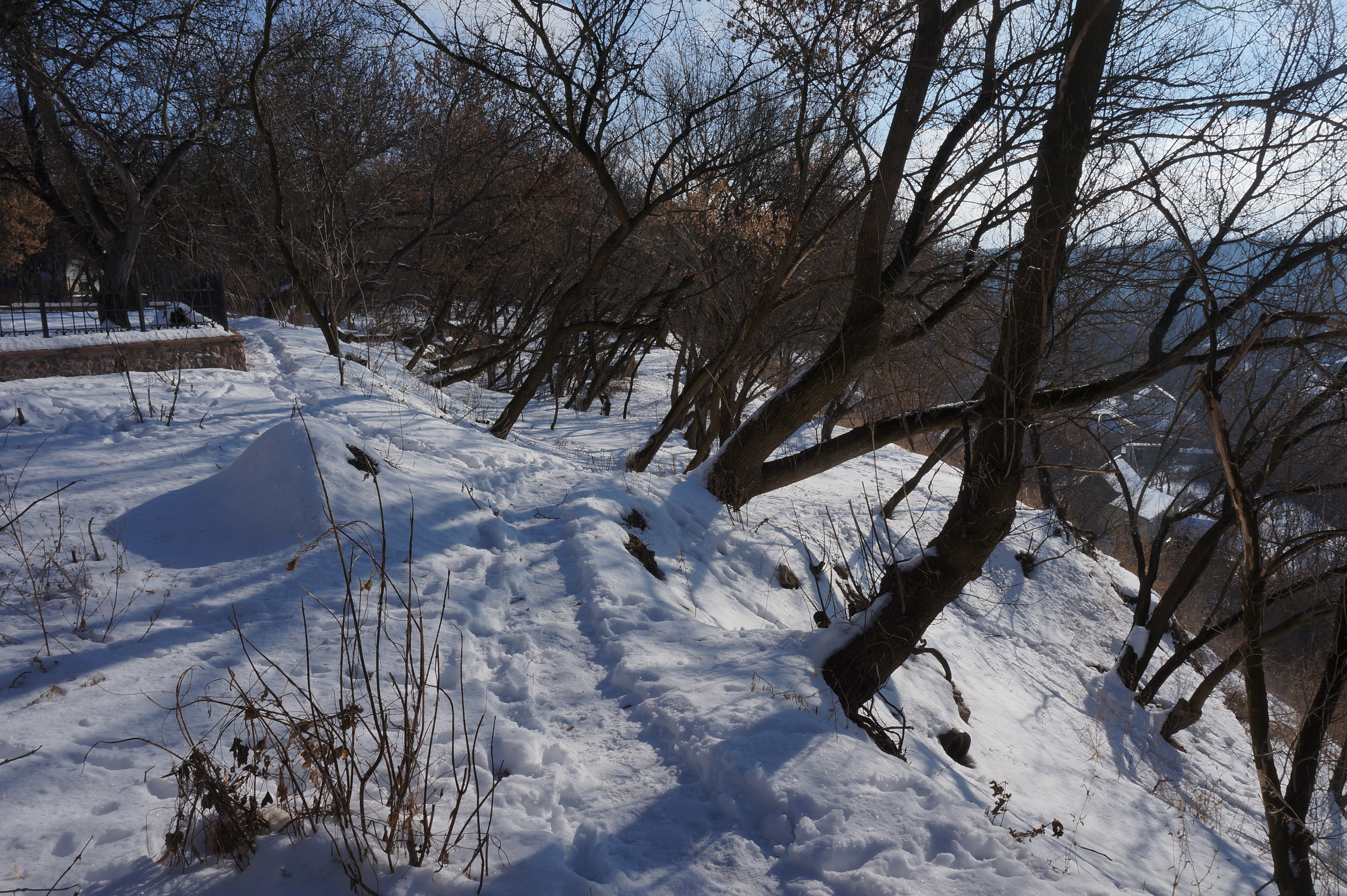
Схил Замкової гори

У 1919 р. археолог С. Гамченко продовжив розпочаті ще наприкінці ХІХ ст. дослідження. Головною метою було з'ясування найдавнішої точки заселення міста. В результаті проведених робіт, уважного вивчення рельєфу і знахідок, вчений встановив, що давній населений пункт розташовувався не на р. Тетереві, як до цього вважалося, а на р. Кам'янці (район Замкової гори і прилеглі до неї території). З ним він передусім пов'язував городище. Саме в його межах, як вважав С. С. Гамченко, розміщався давній Житомир.
З точки зору планувальної структури Житомир являв собою у часи пізнього середньовіччя посад біля замку із фортифікаційними спорудами і два передмістя на пагорбах.
Власне Житомир в межах Замкової гори, валів та ровів являв собою типове європейське місто з головним майданом Ринок, на якому по периметру розміщувались Королівський палац, Троїцька козацька церква, православне кладовище, торгові ряди, будинки міщан, ремісничі майстерні, школа, палац міського голови та будинки урядників, пізніше — й магістрат (або ратуша).
За інформацією українського історика Б. В. Антоновича, замок згорів у 1802 році. У 1837 році на цьому місті генерал Олександр Звягігнцев заклав міський сад. У 1960-х роках на місці замку був побудований партійний архів. 
Наразі лише назви Замкова гора, Замкова вулиця та Замковий майдан нагадують про існування укріплення на теренах центральної частини міста.
До 1950-х рр. на Замковій горі був розташований старовинний Воздвиженський ринок, який закрили у зв'язку з будівництвом будівлі Обкому партії (нині Будинок правосуддя). Нині на цьому місті розташований сквер з пам'ятним знаком на честь заснування Житомира.[неавторитетне джерело]
У 2016 р. на Замковій горі проводилися дослідження співробітниками Інституту археології НАН України. Уперше за всю історію археологічних досліджень у Житомирі розвідувальні розкопки охопили території міського скверу (а саме — частина посаду) та Замкової гори (насамперед городище й дитинець). В польовому сезоні 2016 р. вперше в історії дослідження центральної частини Житомира археологи зафіксували старожитності VIII—IX ст.ст. — у вигляді кераміки Лука-Райковецької культури, поширення якої в пошукових шурфах тяжіє до Замкової гори, що, ймовірно, й була одним із центрів освоєння території та формування міського центру. Серед виявлених знахідок представлені також матеріали доби енеоліту-бронзи — фрагментами ліпного посуду. У ході вивчення культурних нашарувань у центральній частині міста археологи також виявили численні знахідки ліпних і гончарних керамічних виробів, скляного посуду, інструменти, побутові речі, прикраси, зброю, монети Золотої Орди, Великого князівства Литовського, Речі Посполитої, Російської імперії та західноєвропейських країн.

## Пам'ятки
На Замковій горі знаходяться наступні пам'ятки:
- Окольний град, поселення XII—XIII ст., XIII—XV ст., XVI—XVIII ст.
- Магістрат (XVIII ст.)- нині приміщення Житомирського обласного краєзнавчого музею, пам'ятка архітектури національного значення,
- Хрестовоздвиженська церква (1900 рік) — пам'ятка архітектури місцевого значення.
- Римо-католицька семінарія (ІІ пол. XVIII ст.) — нині багатоквартирний житловий будинок, пам'ятка архітектури місцевого значення.
- Кафедральний костел Святої Софії та дзвіниця (1737—1751) — пам'ятка архітектури національного значення.
- Вікаріат (1909 рік) — нині приміщення Житомирського обласного краєзнавчого музею, пам'ятка архітектури місцевого значення.

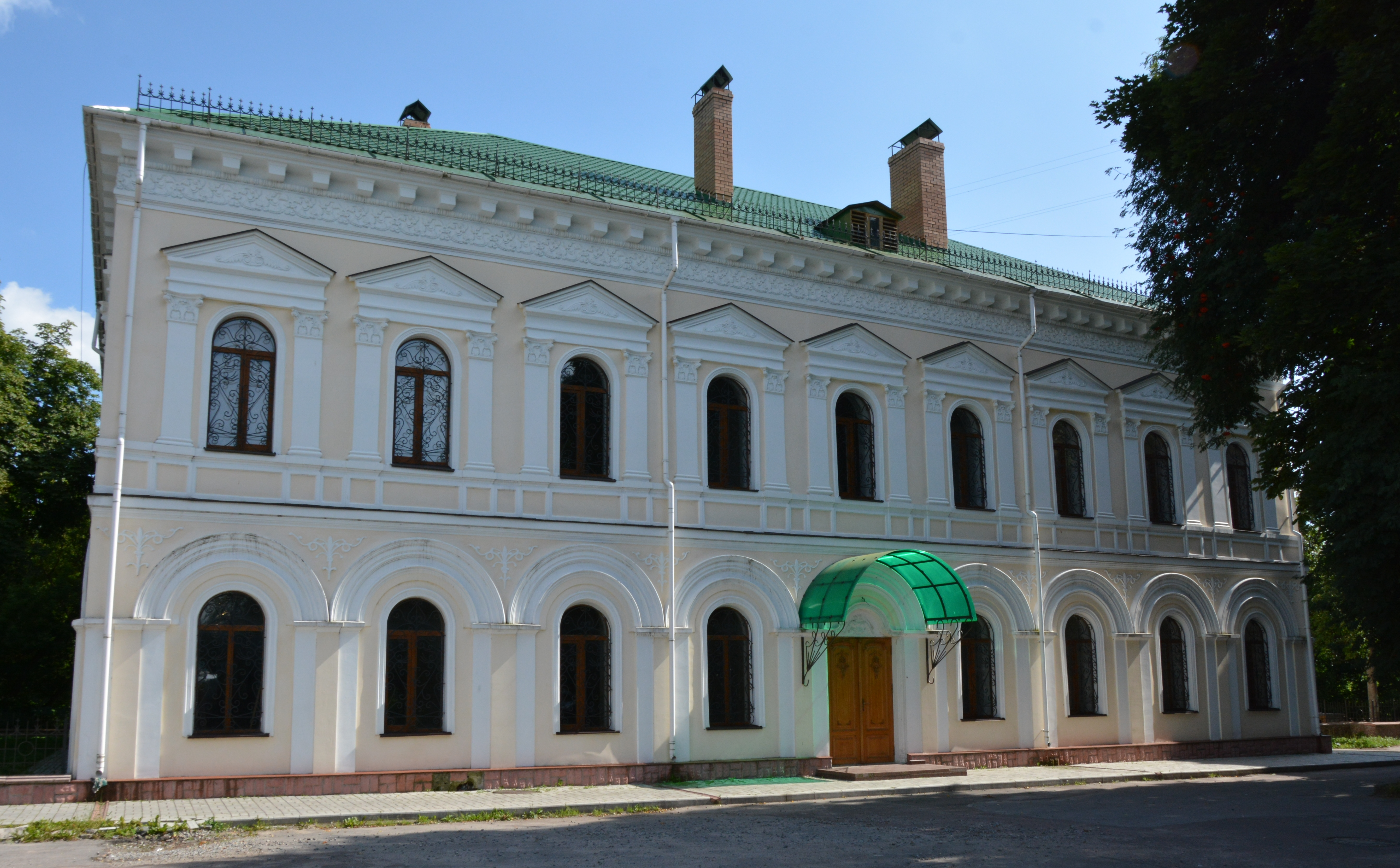
Магістрат
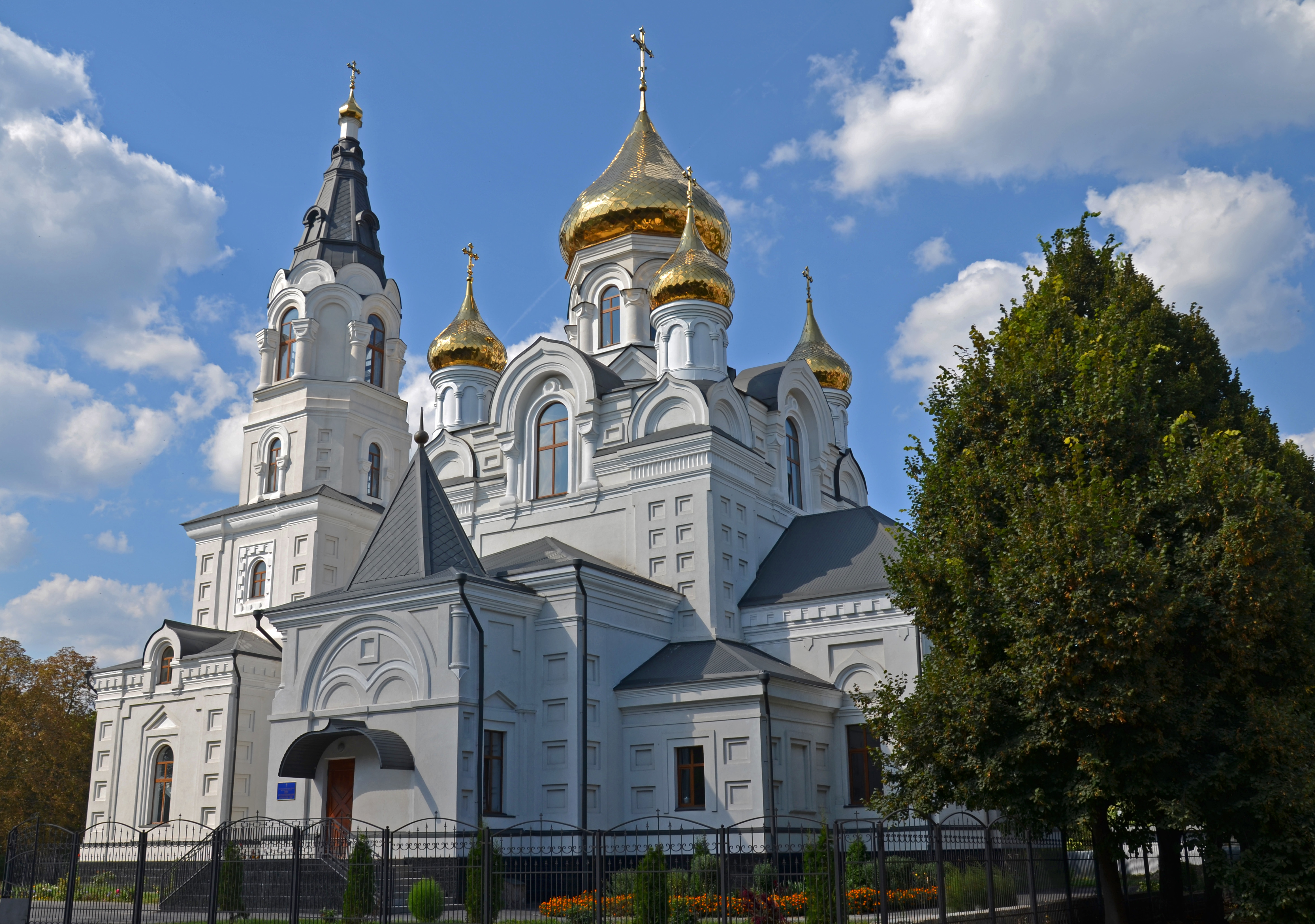
Хрестовоздвиженська церква
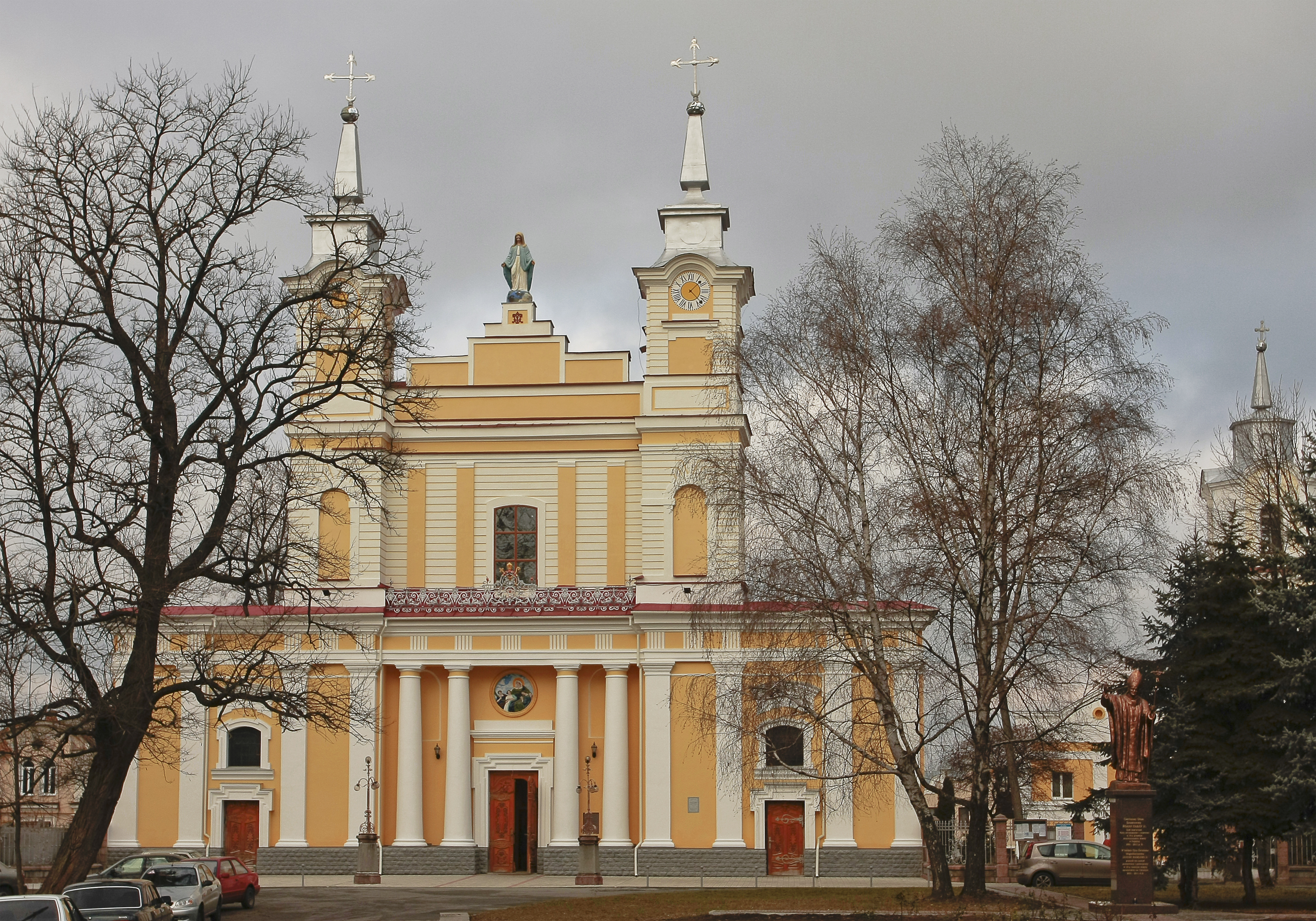
Костел Св. Софії
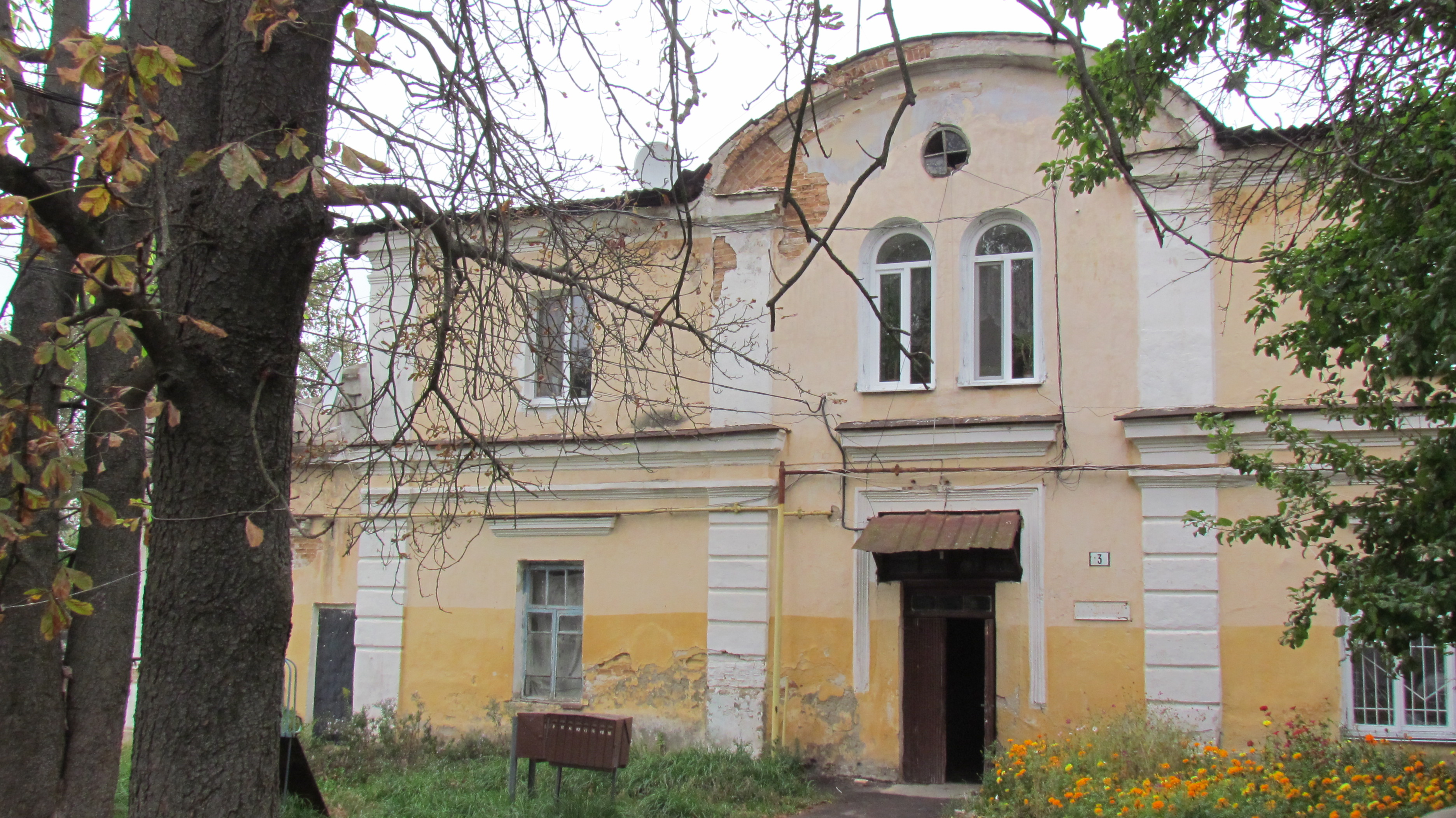
Римо-католицька семінарія
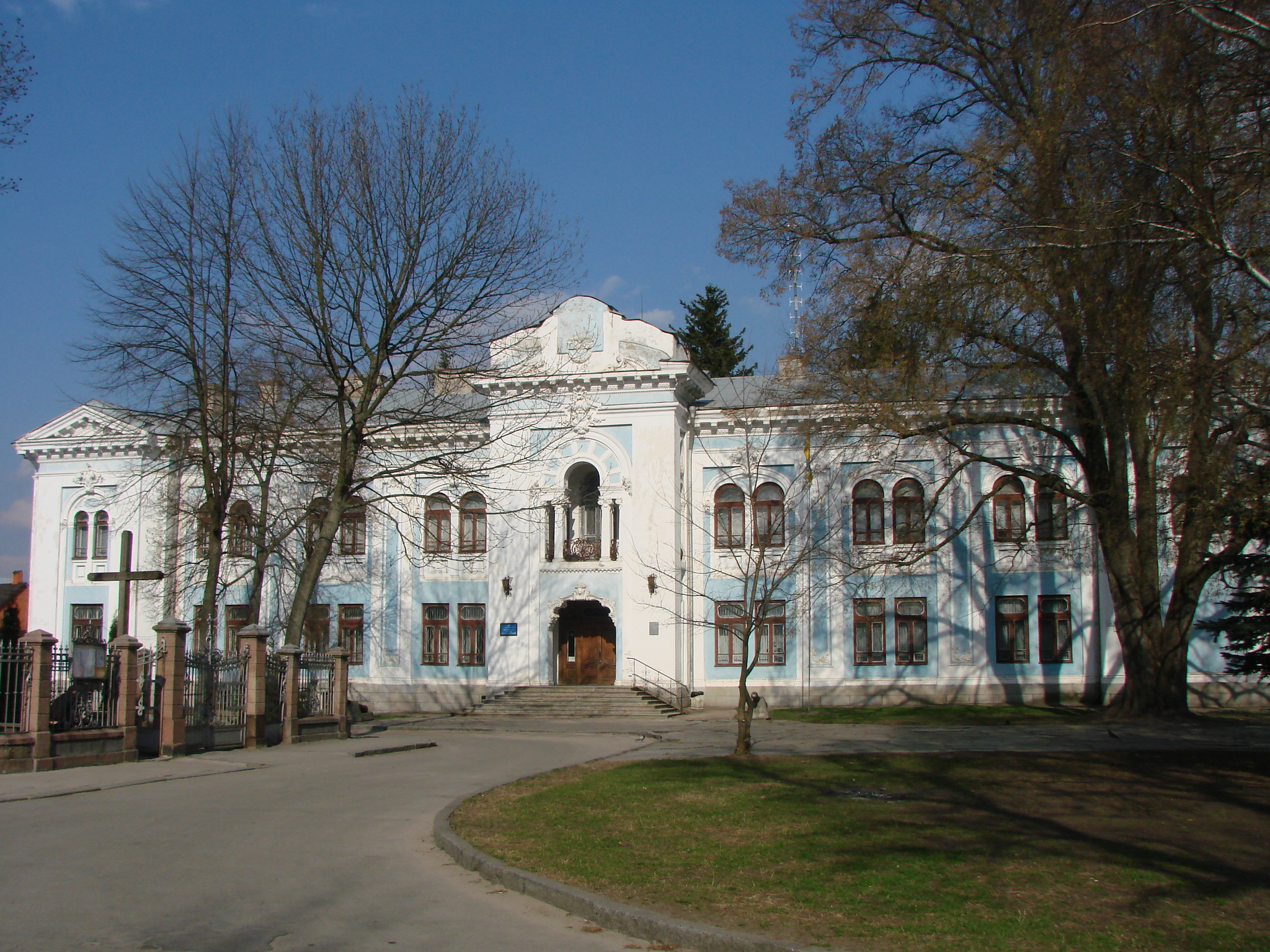
Вікаріат